# Cambridge (New York)
Pour les articles homonymes, voir Cambridge (homonymie).
Ne doit pas être confondu avec Cambridge (village, New York).
Cambridge est une ville du comté de Washington, dans l'État de New York, aux États-Unis.
Cambridge fait partie de la zone statistique métropolitaine de Glens Falls.

## Géographie

Carte en perspective de Cambridge et liste des monuments de 1886 par L.R. Burleigh.

La ville de Cambridge contient une partie d'un village, également appelé Cambridge.

## Histoire
La ville de Cambridge, anciennement dans le comté d'Albany, New York, est transférée au comté de Washington en 1791, peu de temps après que les États-Unis aient obtenu leur indépendance lors de la guerre d'indépendance américaine.

## Population
La population de la ville était de 2 152 habitants au recensement de 2000.

## Gastronomie
Cambridge Village, incorporé dans le canton en 1866, abritait l'hôtel Cambridge. Selon la tradition locale, l'hôtel est à l'origine du dessert connu sous le nom de tarte à la Mode.

## Personnes notables
- WJ Abrams, ancien membre du Sénat de l'État du Wisconsin et de l'Assemblée de l'État du Wisconsin, était maire de Green Bay, Wisconsin[4]
- John James, acteur
- Laura James, mannequin, gagnante du cycle 19 du Next Top Model américain
- James Lauderdale, membre de l'Assemblée de l'État du Wisconsin